# 精靈及人類最後同盟
精靈及人類最後同盟（英語：Last Alliance of Elves and Men），是英國作家約翰·羅納德·瑞爾·托爾金的史詩式奇幻小說《魔戒》中的虛構組織。第二紀元3430年，以吉爾加拉德為首的精靈及以伊蘭迪爾為首的人類在索倫的威脅下組成同盟:6。

## 歷史
精靈與索倫之戰爭足足維持了一千二百年，當努曼諾爾帝國滅亡後，索倫的死敵登丹人在中土大陸建立了亞爾諾王國和剛鐸王國。索倫於是先發制人，在第二紀元3429年攻擊並佔領剛鐸。
登丹人君王伊蘭迪爾及諾多族最高君王吉爾加拉德為反擊索倫，組成聯盟，以兩者之力對抗邪惡。兩支大軍從阿蒙蘇爾出發，先在瑞文戴爾用了三年時間集合整軍。據說，聚集在瑞文戴爾的大軍，自維拉在憤怒之戰中召集大軍討伐安戈洛墜姆之後，再未見過這樣的壯盛陣容。
最後同盟的大軍兵分多路越過迷霧山脈，重新集結於卡蘭納宏後，沿著安都因河往前邁進，最後抵達了魔多黑門前的達哥拉平原，與索倫的半獸人大軍決戰。那日，除精靈全體跟隨吉爾加拉德之外，全地凡有氣息的生物，甚至包括鳥獸在內，都各選其主參戰。少數參戰的矮人也是兩方陣營也有，不過住在摩瑞亞的都靈後裔都加入了反索倫陣營。
同盟圍攻了巴拉多要塞長達七年，甚至索倫也親自迎擊，伊蘭迪爾和吉爾加拉德皆陣亡，但是，索倫也失敗了。伊蘭迪爾的兒子埃西鐸拾起納希爾聖劍的碎片逼近索倫並砍下他佩戴至尊魔戒的手指。索倫肉身消失，靈體在千年之內也不能聚合。
精靈及人類勝利了後，精靈及人類最後同盟解散。